# NSW Country Eagles
NSW Country Eagles – australijski zespół rugby union utworzony w 2014 roku przez NSW Country Rugby Union oraz kluby Easts i Randwick w celu uczestniczenia w National Rugby Championship, jeden z trzech zespołów reprezentujących Nową Południową Walię w tych rozgrywkach.

## Historia
Drużyna powstała po ogłoszeniu utworzenia National Rugby Championship jako jedna z dziewięciu uczestniczących w inauguracyjnym sezonie rozgrywek. Zespół utworzyły NSW Country Rugby Union oraz dwa rywalizujące w Shute Shield kluby Easts i Randwick, a obszarem franczyzy jest obszar stanu Nowa Południowa Walia z wyłączeniem Sydney. Szkoleniowcem zespołu został Darren Coleman. Skład został ogłoszony 31 lipca 2014 roku, a kapitanem zespołu został mianowany Matt Carraro. Partnerem drużyny na dwa pierwsze sezony został Charles Sturt University. Coleman pozostał trenerem również w kolejnych trzech sezonach, a do roli kapitana wyznaczał w nich odpowiednio Jono Lance’a i Paddy'ego Ryana. Gdy w 2016 roku dwuletnia licencja zespołu Sydney Stars nie została odnowiona, jeden z tworzących go klubów, Sydney Uni, połączył swe siły z Country Eagles.

## Stadion
Domowe mecze zespołu odbywały się w regionalnych ośrodkach Nowej Południowej Walii oraz okazjonalnie w samym Sydney – na stadionie Randwick bądź Uni.

## Stroje
Zawodnicy przywdziewają czarno-złote stroje, podobnie jak nazwa i maskotka drużyny nawiązująca do barw orła australijskiego.

## Składy

### Skład 2014
W składzie na sezon 2014 znaleźli się Michael Alaalatoa, Duncan Chubb, Jake Ilnicki, Sekope Kepu, Max Lahiff, Tim Metcher, Ben Suisala / Ryan Danziel, Josh Mann-Rea, Will Weekes / Mitchell Chapman, Kane Douglas, Ben Matwijow, Cameron Treloar / Sam Croke, Tala Gray, Stephen Hoiles, Will Miller, Pauli Tuala, Ita Vaea / Darcy Etrich, Brendan McKibbin, Michael Snowden, Nic White / David Horwitz, Matt Toʻomua, Sam Windsor / Adam Ashley-Cooper, Matt Carraro, Apakuki Maʻafu, Ed Stubbs, Chris Tuatara-Morrison / Patrick Dellit, Ethan Ford, John Grant, Andrew Kellaway, Misieli Sinoti, Malakai Watene-Zelezniak. Ashley-Cooper, Kepu, Toʻomua i White byli przydzielonymi do zespołu aktualnymi reprezentantami kraju i ich udział w zawodach był zależny od obowiązków w kadrze.

### Skład 2015
W składzie na sezon 2015 znaleźli się: Jock Armstrong, Mark Baldwin, Joel Brooks, Sam Carter, Charlie Clifton, Andrew Collins, Sam Croke, Ryan Dalziel, Michael Dowsett, BJ Edwards, Dave Faeo, Will Fay, Samuel Figg, Ned Hanigan, David Harvey, David Horwitz, Andrew Kellaway, Dashville Kuate, Jono Lance, Sam Lousi, Dane Marakai, Jarome Mckenzie, Jock Merriman, Tom Merritt, Will Miller, Peter Nau, Nicholas Palmer, Beau Robinson, Brogan Roods, Tom Sexton, Tom Staniforth, Ed Stubbs, Matt Toʻomua, Pauli Tuala, Jerome Vaai, Tyrone Viiga. Carter i Toʻomua byli przydzielonymi do zespołu aktualnymi reprezentantami kraju i ich udział w zawodach był zależny od obowiązków w kadrze.

### Skład 2016
W składzie na sezon 2016 znaleźli się: Sam Needs, Tom Robertson, Paddy Ryan, Sonny Suatala, Jed Gillespie, Cam Betham, Folau Faingaa, Tolu Latu, Tim Buchanan, Ryan McCauley, Ned Hannigan, Will Munro, Jake Wainwright, Rohan O'Regan, Mark Baldwin, Rowan Perry, Sam Ward, Sam Croke, Dean Mumm, Jake Gordon, Mitch Short, Andrew Deegan, Tayler Adams, David Horwitz, Kyle Godwin, Apakuki Maʻafu, Tom Hill, Alex Newsome, Christian Kagiassis, Reece Robinson, Andrew Kellaway, Angus Roberts, Ernest Suavua, Charlie Clifton, Sam Figg, Bernard Foley, Nick Phipps, Clarrie Moore, Tom Cusack.

### Skład 2017
W składzie na sezon 2017 znaleźli się: Tayler Adams, Lachie Anderson, Jock Armstrong, Kurtley Beale, Cameron Betham, Tim Buchanan, Henry Clunies-Ross, Tyson Davis, Bernard Foley, Alex Gibbon, Matt Gibbon, Kyle Godwin, Jake Gordon, Ned Hanigan, Tom Hill, Harry Johnson-Holmes, Maclean Jones, Christian Kagiassis, Andrew Kellaway, Nick Kellaway, Sekope Kepu, Archie King, Tolu Latu, Ryan McCauley, Pat McCutcheon, Connal McInerney, Samuel Needs, Alex Newsome, Rohan O'Regan, Brandon Paenga-Amosa, Rowan Perry, Reece Robinson, Tom Robertson, Paddy Ryan, Mitch Short, Tom Staniforth, Lachlan Swinton, Sam Ward, Seb Wileman.